# Ван Раувендал, Шарон
Шарон ван Раувендал (нидерл. Sharon van Rouwendaal; род. 9 сентября 1993, Барн, Утрехт) — нидерландская пловчиха, специалистка в плавании на открытой воде, двукратная олимпийская чемпионка (2016 и 2024), серебряный призёр Игр 2020 года, многократная чемпионка мира и Европы.

## Карьера
На международной арене ван Раувендал начала выступать в 2008 году, когда выиграла 4 медали юниорского первенства Европы в Белграде, включая золото на дистанции 1500 метров вольным стилем. Тогде же начала выступать и во взрослых соревнованиях. При этом в начале карьеры голландка выступала в плавании на спине, в котором выиграла два серебра континентального первенства на короткой воде. Также в плавании на спине ван Раувендал выиграла бронзу чемпионата мира в Шанхае.
На Играх в Лондоне голландка выступала на дистанциях 100 и 200 метров на спине, а также в комплексной эстафете, где голландки стали шестыми.
После Олимпиады ван Раувендал сконцентрировалась на плавании на открытой воде, хотя и продолжала выступать в бассейне, но уже в заплывах вольным стилем. В 2014 году на первенстве Европы в Берлине голландка выиграла 2 золота в открытой воде, а также серебро в бассейне.

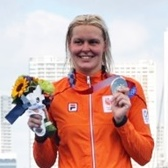
2020 год

По схожему сценарию прошёл для ван Раувендал казанский чемпионат мира. В первом виде программы — заплыве на 5 км она лидировала всю дистанцию, но стала лишь четвёртой. На дистанции 10 км она стала второй, также серебряную медаль сборная Нидерландов завоевала в командном заплыве на 5 км. В бассейне голландка выступила на дистанции 400 метров вольным стилем и стала там второй, уступив только американке Ледеки.
В мае 2021 года на чемпионате Европы, который проходил в Будапеште, ван Раувендал на дистанции 5 км на открытой воде завоевала шестой титул чемпионки Европы.
На чемпионате мира 2024 года в Дохе Шарон завеовала золотые медали на дистанциях 5 км и 10 км.